# Om mani padme hum
IAST: Oṃ maṇi padme hūṃ (sanskrit: ओं मणिपद्मे हूं, IPA: õːː məɳipəd̪meː ɦũ) er et Sanskrit mantra med seks stavelser der især er forbundet med den fire-armede Shadakshari form af Avalokiteshvara (tibetansk སྤྱན་རས་གཟིགས་(Chenrezig), kinesisk 觀音(Guanyin), japansk 観音(かんのん, Kannon), medlidenhedens bodhisattva. Mani betyder "juvel" eller "perle" og Padma betyder "lotusblomsten", buddhismens hellige blomst.
Det er ofte mejslet i sten eller skrevet på papir som bliver lagt ind i bedemøller. Når en person drejer en mølle, så skulle det give samme effekt, som hvis man reciterer mantraet det antal gange, det bliver gentaget inden i møllen.

## Translitterationer
På dansk bliver mantraet translittereret forskelligt, afhængig af skolen indenfor buddhisme eller den enkelte lærer.
De fleste autoriteter anser maṇipadme for at være et sammensat ord snarere end to individuelle ord. Da skrifter på Sanskrit ikke har store bogstaver, betyder det at brugen af små eller store bogstaver i translitterationen af mantraet varierer irrationelt fra kun store bogstaver, indledende store bogstaver til kun små bogstaver. Brug af kun store bogstaver er typisk for ældre lærde skrifter og i tibetanske Sadhana tekster.
- IAST：Oṃ Maṇi Padme Hūṃ
- Tibetansk： ༀམཎིཔདྨེཧཱུྃ།（Tibetansk pinyin：Om Mani Bêmê Hum）Wylietranslitteration: oM ma Ni pa d+me hU~M
- Mongolsk：古 ᠣᠧᠮ ᠮᠠ ᠨᠢ ᠪᠠᠳ ᠮᠡᠢ ᠬᠤᠩ Oëm ma ni bad mei qung Ум мани бадмэ хум  ᢀᠤᠸᠠ ᠮᠠ᠋᠎ᠠ ᠨ᠋ᠢ ᠪᠠᠳᠮᠧ ᢀᠾᠤᠤ   uwaṃ maa ni badme huuṃ
- Kinesisk：唵嘛呢叭咪吽 唵嘛呢叭𠺗吽 唵嘛呢叭𡄣吽 唵麼抳缽訥銘吽
- Koreansk：Ny옴 마니 파드메 훔（Om Mani Padeume Hum, Om mani banme hum），Gammel 옴 마니 반메 훔 (om mani banme hom)
- Japansk：オンマニハツメイウン（On Mani Hatsu Mei Un） or オンマニパドメフン（On Mani Padome Fun, Ōn mani padomē hūn, On mani peme hun)
- Burmesisk: ဥံဳ မဏိ ပေဒၼ ဟံု
- Vietnamesisk：Án ma ni bát mê hồng, Ǎn mání bāmī hōng, Ǎn mání bōnàmíng hōng
- Thai：โอม มณี ปัทเม หุม
- 'phags pa:’om ma ni pad me hung ꡝꡡꡏ ꡏ ꡋꡞ ꡌꡊ ꡏꡠ ꡜꡟꡃ
- Tagut:·a mja nji pja mjij xo
- Old-uyghur: oom mani badmi xung
- Jurchen: 嗆丵喒侠剣儂 am ma ni ba mi xu
- Russisk:Ом мани падме хум
- Bengali: ওঁ মণিপদ্মে হুঁ
- Nepali: ओह्म माने पेमे हु
- Malayalam: ഓം മണി പദ്മേ ഹും

### Karandavyuha Sutra
Den første kendte omtale af mantraet er i Karandavyuha Sutra (kinesisk: 佛說大乘莊嚴寶王經 (Taisho Tripitaka 1050); engelsk: Buddha speaks Mahayana Sublime Treasure King Sutra), som er en del af visse Mahayana kanoner, som f.eks. den Tibetanske. I dette sutra, siger Shakyamuni Buddha, "Dette er det mest gavnlige mantra. Jeg sendte selv dette ønske til den hele million af Buddhaer, og modtog efterfølgende denne lære fra Buddha Amitabha."

## Betydning
Mantraer kan fortolkes på mange måder af dem der anvender dem, eller kan blot opfattes som lyd-sekvenser, hvis effekt ligger hinsides en præcis betydning.
Den midterste del af mantraet, IAST: maṇipadme, bliver ofte fortolket som "juvel i lotusen." Sanskrit IAST: maṇí "juvel, ædelsten, cintamani" og det lokative af IAST: padma "lotus", men i følge Donald Lopez er det meget mere sandsynligt at IAST: maṇipadme rent faktisk er et vokativ, ikke et lokativ, der omtaler en bodhisattva der kaldes IAST: maṇipadma, "Juvel-Lotus"- et alternativt navn for bodhisattvaen Avalokitesvara. Det står efter IAST: oṃ stavelsen, og er fulgt af IAST: hūṃ stavelsen, begge indskudte er uden linguistisk betydning.
En anden foreslået oversættelse er dermed: Om renser lyksalighed og stolthed (guderiget); Ma renser jalousi og behovet for underholdning (de jaloux guders rige); Ni renser passion og begær (menneskeriget); Pad renser uvidenhed og fordomme (dyreriget); Me renser grådighed og besiddertrang (de sultne spøgelsers rige); Hum renser aggression og had (helvedesriget).
Lopez bemærker også at hovedparten af de tibetanske buddhistiske skrifter har opfattet oversættelsen af mantraet som sekundært, og fokuserer i stedet på korrespondancen mellem mantraets seks stavelser og forskellige andre grupperinger af seks i den buddhistiske tradition. F.eks. udvider Tsangsar Tulku Rinpoche i Chenrezig Sadhana betydningen, og lader dets seks stavelser repræsenterer renselsen af eksistensens seks riger:
| Stavelse | Seks Pāramitāer | Renser                            | Samsarisk rige             | Farver | Guddommens symbol                      | (Ønsk dem) At blive født i                   |
| -------- | --------------- | --------------------------------- | -------------------------- | ------ | -------------------------------------- | -------------------------------------------- |
| Om       | Generøsitet     | Stolthed / Ego                    | Devaer                     | Hvid   | Visdom                                 | Potalas Perfekte Rige                        |
| Ma       | Etik            | Jalosi / Lyst efter underholdning | Asuraer                    | Grøn   | Medfølelse                             | Potalas Perfekte Rige                        |
| Ni       | Tålmodighed     | Passion / begær                   | Mennesker                  | Gul    | Krop, tale, sind kvalitet og aktivitet | Dewachen                                     |
| Pad      | Omhu            | Ignorance / fordomme              | Dyr                        | Blå    | Sindsro                                | Beskytteren (Chenrezig)s tilstedeværelse     |
| Me       | Forsagelse      | Grådighed / besiddertrang         | Pretaer (sultne spøgelser) | Rød    | Salighed                               | Potalas Perfekte Rige                        |
| Hum      | Visdom          | Aggresion / had                   | Naraka                     | Sort   | Medfølelsens kvalitet                  | tilstedeværelsen af (Chenrezig)s Lotus Trone |

### 14. Dalai Lama
"Det er vældig godt at recitere mantraet Om mani padme hum, men mens du gør det, skal du tænke på dets betydning, betydningen af de seks stavelser er stor og omfattende... Den første, Om [...] symboliserer den udøvendes urene krop, tale og sind; den symboliserer også en Buddhas rene ophøjede krop, tale og sind[...]"
"Vejen bliver indikeret af de næste fire stavelser. Mani, betyder juvel, og symboliserer faktorerne i fremgangsmåden: (den) altruistisk(e) stræben efter at bliver oplyst, medfølelse, og kærlighed.[...]"
"De to stavelser, padme, betyder lotus, symboliserer visdom[...]"
"Renhed skal opnås gennem en udelelig kombination af metode og visdom, symboliseret af den sidste stavelse, hum, som indikerer udelelighed[...]"
"Således betyder de seks stavelser, at afhængig af udøvelsen af en vej der er en udelelig kombination af metode og visdom, kan du forandre din urene krop, tale og sind til en Buddhas rene ophøjede krop, tale og sind[...]"
-
--
Tanker man bør have mens man chanter omskrevet med fokus på det enkle, men med bevarelse af essensen:
Væsener og ikke-væsener udbreder kærlig medfølelse og udelelig intelligent sindsro;
Om Mani Padme Hum.
Det er den naturlige allestedsnærværende gennemgribende bevidsthedens kraft. Disse frekvenser er på Sanskrit målet, og fungerer som en harmonisk lyd-ressonans mod blokerende, eller slumrende energi. Planter reflekterer ligeledes denne handling på grund af den fonetiske styrke af vibrationen der bliver stimuleret af naturlig udtale.

### Dilgo Khyentse Rinpoche
"Mantraet Om Mani Pädme Hum er let at sige og dog ret kraftfuldt, fordi det indeholder essensen af den fulde lære. Når du siger den første stavelse Om er det velsignet til at hjælpe dig med at opnå perfektion gennem praktiserende af generøsitet, Ma hjælper med at perfektionere praktiserende af ren etik, og Ni hjælper med at opnå perfektion i at praktisere tolerance og tålmodighed. Pä, den fjerde stavelse, hjælper med at opnå perfektion i udholdenhed, Me hjælper med at opnå perfektion i at praktisere koncentration, og den sidste sjette stavelse Hum hjælper med at opnå perfektion i at praktisere visdom.
"Så på denne måde hjælper recitation af mantraet med at opnå perfektion i de seks discipliner fra generøsitet til visdom. Disse seks perfektioners vej, er den vej der er blevet betrådt af alle de tre tiders Buddhaer. Hvad kunne da være mere meningsfuldt end at sige mantraet og opnå de seks perfektioner?"

### Karma Thubten Trinley
"Dette er de seks stavelser der forhindrer genfødsel ind i de seks riger af cyklisk eksistens. De oversættes direkte som 'OM juvelen i lotusen HUM'. OM forhindrer genfødseli guderiget, MA forhindrer genfødsel i Asura (Titaner) riget, NI forhindrer genfødsel i menneskeriget, PA forhindrer genfødsel i dyreriget, ME forhindrer genfødsel i de sultne spøgelsers rige, og HUM forhindrer genfødsel i Helvedesriget." —Karma Thubten Trinley[kilde mangler]

### Geshe Kelsang Gyatso
"Betydningen af dette mantra er: med 'OM' påklader vi Avalokiteshvara, 'MANI' betyder oplysningens dyrebare juvel, 'PADME' betyder befrielse og 'HUM' betyder skænke. Tilsammen er betydningen: 'O Avalokiteshvara, vær venlig at skænke oplysningens dyrebare juvel for at frigøre alle levende væsener'. Gennem recitationen af dette mantra træner vi i bodhichittas medlidende sind ."

### Shrii Shrii Anandamurti
"Jeg tror du er bekendt med den bestemte besværgelse om mani padme hum? Lyt nu til disse tre lyde af "om" (udtalt aum): a, u, ma. Den første lyd, a, repræsenterer skabelsen; den anden lyd, u, repræsenterer tilbageholdelse [eller bevarelse]; den tredje lyd, ma, repræsenterer ødelæggelse. For hver evig eneste handling er der en understøttende lyd i dette univers. Denne understøttende lyd bliver kaldt handlingens akustiske rod. Så for hele universet er den akustiske kant: aum – A-U-M. Det er den samlede lyd af hele universets arbejde, så inden for rammerne af aum falder hele verdens aktiviteter. Aum repræsenterer Parama Puruśas verdslige udtryk.
Den slumrende guddommelighed i den menneskelige krop ligger i den allernederste del af din rygrad. Denne allernederste knogle kaldes kula på Sanskrit. Denne slumrende guddommelighed bliver kaldt kulakuńd́alinii. Dette psykiske sted bliver kaldt mańipadma på old-Sanskrit, eller mahámańipadma, eller munipadmá eller mahámunipadmá. (Mahámuni er et navn for Lord Buddha. Mahámuni betyder “store vismand”.) Så, “med brug af aum, mindes jeg Parama Puruśa; og mańipadma er sæde for den sammenrullede slangeform, den slumrende guddommelighed, i menneskekroppen. Jeg husker også den enhed".
Hver evig eneste menneske har bestemte svagheder; en af dem bevæger sig altid efter navn, en af dem bevæger sig altid efter berømmelse, eller efter penge, altid penge, så mange svagheder. En ønsker at kæmpe mod indre og ydre fjender. Du har fjender i dit sind, du har fjender udenfor dit sind. Det er også så mange nedværdigende kræfter, de er alle dine fjernder. Når du ønsker at kæmpe mod sindet, skabes der en bestemt strøm i dit sind. Den akustiske rod at denne strøm er "hummm". "Hum"-lyden bliver dannet. "Hum"-lyden er kampens akustiske rod.
Når du ønsker at hæve din slumrende guddommelighed, løft den slumrende guddommelighed fra den allerenederste knogle i din krop, mańipadmaen, det allerlaveste sæde, vil du også kæmpe mod så mange modstandere og bevæge dig gennem hele strengen, hele din krops rygsøjle. Efter så mange kampe, vil du være i stand til at løfte den slumrende guddommelighed i din krop til Parama Puruśas status eller holdning.
Nu, bare for at løfte den sammenrullede slangeform, din slumrende guddommelighed, skal du kæmpe mod mange begrænsninger, begrænsninger af dyriskhed, så der er en kamp, og denne skal repræsenteres af lyden "hum".
Så de gamle Maháyánii brugte denne besværgelse, Oṋḿ mańipadme hum. Det er nu klart."

### Variationer
Som Bucknell et al (1986, p. 15.) siger, det fulde Avalokiteshvara Mantra inkluderer et afsluttende hrīḥ (sanskrit: ह्रीः, IPA: ɦriːh), som er afbilledet ikonografisk i den centrale del af stavelses-mandalaen som det kan ses i loftsudsmykningen i Potalapaladset. Hrīḥ bliver ikke altid vokaliseret hørbart og kan bliver resoneret "internt" eller "hemmeligt" gennem forsæt.

## Introduktion til Tibetansk Buddhisme
Den først kendte recitation af mantraet optræder i Karandavyuha Sutraen, udgivet i det 11. århundrede, som optræder i den Kinestiske buddhistiske kanon. Nogle buddhistiske lærde hævder dog at mantraet, som det praktiseres i tibetansk buddhisme, var baseret på Sadhanamalaen, en samling af sadhana udgivet i den 12. århundrede.

## I populær kultur

### Musik
- "Strange Phenomena" af Kate Bush
- "All I Can Give (Om Mani Padme Hum)" af Spain
- "Blink" af Infected Mushroom
- "On Mani" af OOIOO
- "No More Sages" af Planet Gong
- "Om Mani Padme Hum" af Deva Premal
- "Universal Mother" af Don Cherry
- "Om Mani Padme Hum" af Sahib Shihab[13]
- "Comsic Ascenscion" af Astral Projection
- "Free Tibet" af Hilight Tribe
- "Om Mani Padme Hum" af Imee Ooi
- "OM Mani Padme Hum" (4 versions) af Popol Vuh
- "Infinite Love" af Nawang Khechog
- "OM Mani Peme Hung" af Dead Skeletons
- "Om Mani Padme Hum" af Maibritte Ulrikkeholm

## Yderligere læsning
- Alexander Studholme: The Origins of Om Manipadme Hum. Albany NY: State University of New York Press, 2002 ISBN 0-7914-5389-8 (incl. Table of Contents Arkiveret 21. marts 2009 hos  Wayback Machine)
- Mark Unno: Shingon Refractions: Myōe and the Mantra of Light. Somerville MA, USA: Wisdom Publications, 2004 ISBN 0-86171-390-7
- Bucknell, Roderick & Stuart-Fox, Martin (1986). The Twilight Language: Explorations in Buddhist Meditation and Symbolism. Curzon Press: London. ISBN 0-312-82540-4
- A.H. Francke: The Meaning of Om Mani Padme-Hum, Journal of the Royal Asiatic Society, 1915
- Lama Anagarika Govinda: Foundations of Tibetan Mysticism, 1969. Samuel Weiser, Inc: NYC, NY. ISBN 0-87728-064-9.
- Lopez, D. S. (jr.) Prisoners of Shangri-la : Tibetan Buddhism and the West. Chicago University Press, 1988. (p. 114ff.)
- Rodger Kamenetz: The Jew in the Lotus (PLUS) with an afterword by the author. (HarperOne, 2007) non-fiction. Table of Contents
- Sogyal Rinpoche: The Tibetan Book of Living and Dying, Appendix 4 pg. 396–398, Rider, 10th Anniversary Edition, 2002 ISBN 0-7126-1569-5